# Wadena (Minnesota)
Waite Park – miasto w Stanach Zjednoczonych, w stanie Minnesota, siedziba administracyjna hrabstwa Wadena.